# Lê Ninh
Lê Ninh (1857-1887), hiệu Mạnh Khang, là người đầu tiên hưởng ứng chiếu Cần Vương ở vùng Nghệ-Tĩnh trong lịch sử Việt Nam.

## Thân thế và sự nghiệp
Ông sinh tại làng Trung Lễ, xã Cổ Ngu, tổng Văn Lâm, huyện La Sơn (nay là xã Lâm Trung Thủy, huyện Đức Thọ), tỉnh Hà Tĩnh. Là con cả của nguyên Bố Chính Bình Định Lê Khanh, ông được tập ấm, nên được gọi là Ấm Ninh. Ngay từ nhỏ, ông đã nổi tiếng là người thông minh, ứng đối nhanh nhẹn, có tinh thần quả cảm...nhưng không chuộng lối học khoa cử.

### Chống Hòa ước Giáp Tuất
Ngày 15 tháng 03 năm 1874, triều đình nhà Nguyễn ký Hòa ước Giáp Tuất thuận giao Nam Kỳ cho Pháp. Sẵn lòng căm thù quân xâm lược, Lê Ninh liền tham gia phong trào đấu tranh của Trần Tấn và Đặng Như Mai chống lại nhượng bộ này.
Cuộc đấu tranh thất bại, Lê Ninh bị quan quân bắt giam gần một năm. Được thả ra, ông về quê, tôn Lê Năng làm thầy, rồi cùng với 4 người em trai chăm nghiên cứu binh thư, tập rèn võ nghệ, liên kết với các hào kiệt trong vùng nuôi chí chống thực dân Pháp.

### Hưởng ứng dụ Cần Vương
Ngày 5 tháng 7 năm 1885, kinh thành Huế thất thủ, Phụ chính Tôn Thất Thuyết đưa vua Hàm Nghi chạy đến chiến khu Tân Sở (Quảng Trị) ban bố dụ Cần Vương. Hay tin, Lê Ninh liền cùng với các em kêu gọi mọi người trong vùng phất cờ ứng nghĩa.
Tin tưởng vào tài năng và nhân cách của các ông, nhiều người dân ở Trung Lễ đã tự nguyện theo ông và ủng hộ nhiều tiền của. Con cháu họ Lê cũng tham gia rất đông và nhiều người sau này đã trở thành những tướng lĩnh tài giỏi như Lê Diên, Lê Trực, Lê Võ, Lê Phác, Lê Hoạt, Lê Phất... Lúc đầu, cha ông thấy việc làm này sẽ gặp phải nhiều hiểm nguy nên can ngăn, nhưng sau thấy các con quá hăng say nên ông cũng đã dốc hết gia tài để cùng lo việc "phò vua, cứu nước".
Buổi đầu, Lê Ninh mộ trai tráng ở làng và ở Phù Long, Yên Trường (Hưng Nguyên, Nghệ An. Phù Long là quê vợ ông) lập đại đồn Trung Lễ, mở xưởng rèn đúc vũ khí, tích trữ lương thực và luyện tập đội ngũ để sẵn sàng chiến đấu.

### Đánh hạ thành Hà Tĩnh
Trước đây, khi vua Hàm Nghi xuất bôn ra Sơn phòng Phú Gia (Hương Khê) đã ra lệnh cho Bố chính Hà Tĩnh Lê Đại ra đón, nhưng ông này đã kháng chỉ. Cho nên sau đó nhà vua đã mật lệnh cho Lê Ninh đem quân đến trừng trị.
Ngày 2 tháng 10 năm Ất Dậu (5 tháng 11 năm 1885), Lê Ninh cấp tốc đưa quân vào Hà Tĩnh, phối hợp với lực lượng của Nguyễn Duy Chanh - Nguyễn Duy Trạch ở Can Lộc, của Nguyễn Cao Đôn ở Thạch Hà, để cùng bao vây tỉnh thành trên.
Với chiến thuật "nội công ngoại kích", nghĩa quân đã bất ngờ đột nhập giết chết Bố chính Lê Đại, bắt sống Án sát Trịnh Vân Bưu, giải phóng tù nhân (trong đó có Cao Thắng, vì gia cuộc khởi nghĩa của Trần Quang Cán nên bị bắt giam, về sau trở thành tướng lĩnh trụ cột dưới cờ của Phan Đình Phùng), và thu toàn bộ khí giới, vàng bạc, lương thực và một số voi cùng ngựa chiến.
Hạ xong thành Hà Tĩnh, Lê Ninh lên Sơn phòng Phú Gia giao nộp chiến lợi phẩm lên vua Hàm Nghi. Ông được nhà vua khen ngợi, phong làm Bang biện quân vụ, giao coi giữ đại đồn Trung Lễ. Đây là chiến công đầu tiên và cũng là chiến công vang dội nhất của ông.
Cuối năm 1885, lính Pháp hiệp với quân triều và một số người theo Thiên Chúa giáo, từ Nghệ An kéo đến tấn công đại đồn Trung Lễ và phóng hỏa đốt làng. Trước lực lượng đông đảo cùng với hỏa lực mạnh, Lê Ninh đã cho quân rút về vùng rừng núi ở giữa hai huyện Hương Sơn và Thanh Chương, rồi hợp với lực lượng của Phan Đình Phùng.

### Chiếm lĩnh đồn Dương Liễu
Năm 1886, thừa lệnh thủ lĩnh họ Phan, Lê Ninh cầm quân đánh đồn Dương Liễu (một địa điểm ở Nam Đàn bên hữu ngạn sông Lam), để khống chế việc đi lại của đối phương giữa các huyện miền núi Hà Tĩnh với đồng bằng Nghệ An. Cũng với chiến thuật cũ là "nội công ngoại kích", quân của ông đã nhanh chóng chiếm lĩnh đồn, bắt sống và trừng trị viên chỉ huy tên là Binh Duật.

### Qua đời
Thấy lực lượng Cần Vương ngày càng lớn mạnh, gây nhiều thiệt hại cho mình, quân Pháp phối hợp với quân triều đóng ở Vinh, bất ngờ tập kích đại đồn Trung Lễ ở cả hai mặt. Lê Ninh chỉ huy nghĩa quân chống trả quyết liệt cho đến khi không thể chống ngăn được nữa đành phải rút quân lên đóng ở vùng rừng núi Bạch Sơn (huyện Hương Sơn, Hà Tĩnh).
Ở nơi nhiều sơn lam chướng khí, Lê Ninh bị ốm nặng và qua đời ngày 15 tháng 12 năm 1887, khi mới 30 tuổi.
Sợ đối phương quật mồ, đồng đội đã bí mật chôn giấu thân xác ông ở một bãi dâu nơi quê vợ ông (làng Phù Long, huyện Hưng Nguyên). Năm 1918, con cháu ông mới dời mộ về táng tại chính quán là làng Trung Lễ.
Lê Ninh mất, em ông là Lê Trực lên thay, sau ông này trở thành một chỉ huy của nghĩa quân Hương Khê. Con trai ông là Lê Nghệ (1883-1916) cũng tham gia phong trào chống Pháp, bị bắt và mất trong ngục năm 1916, lúc 33 tuổi.

## Thương tiếc
Lê Ninh mất, thủ lĩnh cuộc khởi nghĩa Hương Khê là Phan Đình Phùng đã có câu đối viếng ông như sau:
Tuy vận thành bại do thiên, xướng nghĩa tiên thanh tồn Nghệ Tĩnh.
Kham thán anh hùng vô địa, phù quân đại tiết hữu Hồng Lam.
Nghĩa là:
Tuy rằng thành bại tự trời, tiếng xướng nghĩa trước tiên còn truyền Nghệ Tĩnh;
Than nhẽ anh hùng bạc mệnh, tiết phù vua cao cả bất tử với Hồng Lam.
Năm 1905, chí sĩ Phan Bội Châu đã kể về ông trong Việt Nam vong quốc sử như sau:
Lê Ninh, người Hà Tĩnh, do chân ấm sinh đứng lên xướng Nghĩa đảng. Ninh là con nhà thế gia, giàu có, lúc thiếu niên biết nước tất mất, đã có chí thanh gươm yên ngựa lên đường ruổi dong, kết nạp hiệp khách, tung tiền ra như bùn, thủ hạ thường có mấy trăm nghĩa sĩ. Lúc Thuận Kinh bị mất, ông lập tức dựng cờ nghĩa vâng chiếu của Xuất đế (vua Hàm Nghi) làm tham tán Nghĩa quân, nhiều lần đánh bại quân Pháp, chém đầu tướng Pháp. (Ông) mắc bệnh rồi mất, người Pháp phân tán dân làng ông đi, xóa bỏ cả tên gọi của thôn xã. Anh em ông năm người, (thì) bốn người chết vì nạn giặc Pháp. Tướng tá dưới cờ của ông sau theo Phan Đình Phùng, đều có tiếng là chiến tướng. Công tuy không thành, nhưng ông thực là người tiêu biểu nhất trong Nghĩa đảng vậy.
Cuộc khởi nghĩa của Lê Ninh sau đó đã được kể lại trong hai sáng tác dài đó là: 
- Bài ca cậu Ấm Ninh khởi nghĩa: đăng trên báo Tri Tân số 156, ra ngày 24 tháng 8 năm 1944.
- Bài phú Trung Lễ thất hỏa (Làng Trung Lễ bị đốt): cũng đã đăng trên tờ báo trên số 184, ra ngày 26 tháng 10 năm 1944.

Cả hai bài đều do Lê Trọng Đôn (người Trung Lễ tức cùng làng với Lê Ninh, và rất thể ông là người sống cùng thời) sáng tác, và đều đã được giới thiệu lại trong Tinh tuyển văn học Việt Nam (tập 6).
Hiện Lê Ninh được thờ trang trọng tại Nhà thờ họ Lê (thường gọi là nhà thờ Lê Ninh) ở quê hương ông.

## Thơ Lê Ninh
Sinh thời, Lê Ninh có làm thơ để tỏ chí. Trong Tinh tuyển văn học Việt Nam (tập 6) có chép một bài thơ của ông như sau:
| Phiên âm Hán-Việt: Tự vịnh Hồi ức tiền niên nhập Tĩnh thành, Bồi hồi ngũ dạ quý hư danh. Tâm phao vạn tuyến cương thường trọng, Thân lịch thiên trùng chướng vụ khinh. Đãi đán hữu hoài phù địa trục, Chẩm qua khả tất yết thiên kinh Thủy chung hòa tự hoàn ngu Tống, Lam thủy Hồng sơn thệ tử sinh . | Dịch nghĩa: Tự vịnh Nhớ lại năm kia vào lấy tỉnh thành Hà Tĩnh, Băn khoăn suốt năm canh, những thẹn mang cái hư danh. Lòng dứt bỏ muôn mối, chỉ lấy cương thường làm trọng, Thân từng trải nghìn trùng, vẫn xem lam chướng là khinh. Như người ngồi đợi sáng ngày, để lo đỡ cái trục đất, Như kẻ nằm ngủ nối giáo, chắc có thể nêu cao được đạo thường của trời. Trước sau giữ một chữ hòa, rút cục lại, u mê chẳng khác gì vua tôi nhà Tống, Thân thể này thề với sông lam núi Hồng quyết không hòa với bọn xâm lăng. |